# Parilimya fragilis
Parilimya fragilis is een tweekleppigensoort uit de familie van de Parilimyidae. De wetenschappelijke naam van de soort is voor het eerst geldig gepubliceerd in 1920 door Grieg.